# Norris (Dél-Karolina)
Norris város az Amerikai Egyesült Államok Dél-Karolina államában, Pickens megyében. Lakosainak száma 741 fő (2020. április 1.).

## Népesség
A település népességének változása:
| Lakosok száma | 847  | 813  | 741  |
|               | 2000 | 2010 | 2020 |